# Scott Murphy (Politiker)

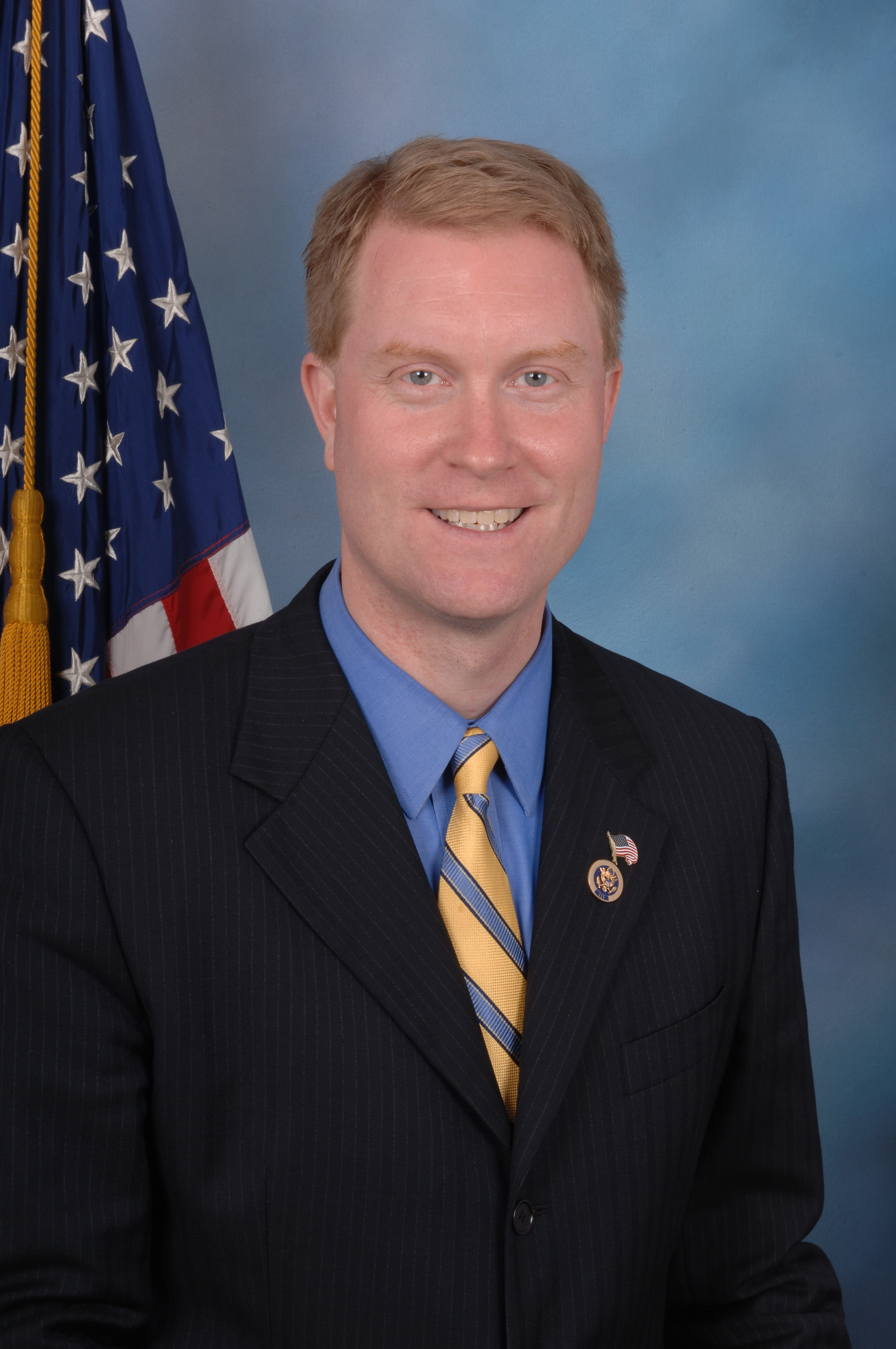
Scott Murphy

Matthew Scott Murphy (* 26. Januar 1970 in Columbia, Missouri) ist ein US-amerikanischer Politiker der Demokratischen Partei. Er war von 2009 bis 2011 Mitglied des Repräsentantenhauses der Vereinigten Staaten für den Bundesstaat New York.

## Familie, Ausbildung und Beruf
Scott Murphy ist der Sohn eines Lehrers und Briefträgers. An der David H. Hickman High School in Columbia, Missouri schloss er seine Schulausbildung 1988 ab. Magna cum laude schloss er das Harvard College mit dem Bachelorgrad ab. Er war daraufhin für rund zwei Jahre bei Bankers Trust beschäftigt. Weitere Stationen in der freien Wirtschaft folgten. Bei den Gouverneuren Missouris Mel Carnahan und Roger B. Wilson war er als Mitarbeiter bzw. stellvertretender Stabschef tätig. Murphy arbeitet in der Risikokapitalbranche, gründete drei Firmen, darunter Small World Software, und war von 2001 bis 2009 und ist seit 2012 wieder bei Advantage Capital Partners beschäftigt.
Murphy lebt mit seiner Frau Jennifer und seinen drei Kindern in Glens Falls und ist Methodist.

## Politische Laufbahn
Im April 2009 wurde Murphy bei einer außerordentlichen Nachwahl für die in den Senat gewechselte Kirsten Gillibrand mit 399 Stimmen Vorsprung vor dem Republikaner Jim Tedisco für den 20. Kongresswahlbezirk New Yorks ins US-Repräsentantenhaus gewählt. Er war Mitglied des Landwirtschafts- und des Streitkräfteausschusses. Murphy verlor seinen Sitz bei der Wahl 2010 an den Republikaner Chris Gibson und schied am 3. Januar 2011 aus dem Kongress aus.
Vor der Wahl 2014 erwog Murphy eine Kandidatur im 21. Kongresswahlbezirk New Yorks; sein Wohnort war durch den Neuzuschnitt der Wahlkreise nach dem United States Census 2010 Teil dieses Bezirks geworden.